# Pituffik
Pituffik és un assentament de Groenlàndia que forma part del municipi d'Avannaata. El 2020 tenia 62 habitants.